# Saint-Généroux
Saint-Généroux ist eine französische Gemeinde mit 339 Einwohnern (Stand 1. Januar 2022) im Département Deux-Sèvres in der Region Nouvelle-Aquitaine.

## Lage
Die kleine Ortschaft liegt am Fluss Thouet etwa 15 Kilometer (Fahrtstrecke) südöstlich von Thouars und etwa 9 Kilometer nördlich von Airvault entfernt. Die nächstgelegene Großstadt ist Poitiers etwa 60 Kilometer südöstlich.

## Bevölkerungsentwicklung
| Jahr      | 1968 | 1975 | 1982 | 1990 | 1999 | 2004 | 2020 |
| Einwohner | 369  | 331  | 344  | 351  | 296  | 298  | 342  |

## Geschichte
Der kleine, aus einer Einsiedelei bzw. einem – in Abhängigkeit zum 7 Kilometer östlich gelegenen Mutterkloster Saint-Jouin-de-Marnes stehenden – Priorat hervorgegangene Ort hat zu keiner Zeit seiner Geschichte schriftliche Erwähnung gefunden.

## Sehenswürdigkeiten

### Sonstige
- Zu beiden Seiten der Kirche stehen noch die Ruinen der ehemaligen Priorats- und Wirtschaftsgebäude.

- Eine 5-bogige mittelalterliche Brücke führt über den Fluss Thouet; mit Auffahrten ist sie ca. 126 Meter lang (ohne Auffahrten nur 63,70 Meter). Die drei größeren inneren Bögen sind als Rundbögen ausgebildet, die beiden äußeren dagegen als Spitzbögen. Die aus hartem Gestein gemauerten Brückenpfeiler sind angespitzt um Baumstämme und Geröll besser abweisen zu können. Die über die Brücke führende Straße hat in Teilen noch ihr mittelalterliches Pflaster sowie mehrere Prellsteine an den seitlichen Brüstungsmauern. Auf der etwa 3 Meter breiten Brücke gibt es zwei Ausweichmöglichkeiten für Fußgänger, die bei einer derartigen Länge sicherlich manchmal notwendig waren. Brücke und Straße wurden im 13./14. Jahrhundert – wie es heißt – von den Mönchen des Klosters Saint-Jouin-de-Marnes erbaut; wahrscheinlich hatten diese aber die Hilfe fachkundiger Baumeister und Steinmetze. Die Brücke ist seit 1926 als Monument historique anerkannt.